# Шеллі Чайкен
Рошель Лінн «Шеллі» Чайкен (нар. 1949) — американський соціальний психолог. У 1971 році вона отримала ступінь бакалавра з математики в Університеті штату Меріленд, Коледж-Парк. Пізніше вона здобула ступінь магістра (у 1975 році) та ступінь доктора філософії (у 1978 році) в Массачусетському університеті Амгерст із соціальної психології. Вона була професором психології в Нью-Йоркському університеті, але зараз на пенсії.
Чайкен є членом багатьох психологічних організацій, включаючи Товариство експериментальної соціальної психології, Американську психологічну асоціацію (стипендіат, розділ 8) і Американське психологічне товариство.
Шеллі Чайкен найбільш відома розробкою евристично-систематичної моделі обробки інформації. Чайкен завершила дослідження міжрасових контактів. Дослідження показало, що учасники, які позитивно сприйняли більше білих облич, мали більш негативне ставлення до чорних облич або посилили упередження. Чайкен редагувала багато психологічних книг, у тому числі «Дослідження ставлення в 21 столітті: сучасний стан знань» і «Теорії подвійних процесів у соціальній психології». Теорії подвійних процесів у соціальній психології об’єднують теорії обробки інформації в організований спосіб разом із оглядами та дослідженнями цих теорій. Значна частина її роботи, пов’язаної з переконанням, була корисною для центрів вирішення конфліктів і переговорів з їхніми пацієнтами.
17 жовтня 2009 року Чайкен стала співодержувачем нагороди Товариства експериментальної соціальної психології Scientific Impact Award за свою роботу над теоріями подвійних процесів установок, яка «вшановує автора (авторів) конкретної статті чи розділу, які виявилося дуже впливовим за останні 25 років.